# 고대 이집트 왕조 목록
고대 이집트 문명은 세계 4대 문명의 하나로, 기원전 3000년 경부터 번성하였다.
예로부터 많은 학자들이 여러 방법으로 고대 이집트 문명을 분류했는데, 프톨레마이오스 왕조의 마네토가 수립한 분류법이 가장 널리 인정되고 있다.
- 선왕조 시대 (기원전 3000년 이전)
- 원왕조 시대(상하 이집트)
- 초기왕조 시대 (기원전 31세기 ~ 기원전 2686년>
  - 이집트 제1왕조
  - 이집트 제2왕조
- 고왕국 시대(기원전 2686년 ~ 기원전 2181년)
  - 이집트 제3왕조
  - 이집트 제4왕조
  - 이집트 제5왕조
  - 이집트 제6왕조
- 제1중간기(기원전 2181년 ~ 기원전 2040년)
  - 이집트 제7, 8왕조
  - 이집트 제9왕조
  - 이집트 제10왕조
  - 이집트 제11왕조 (통일 전)
- 중왕국 시대(기원전 2040년 ~ 기원전 1782년)
  - 이집트 제11왕조 (통일 후)
  - 이집트 제12왕조
- 제2중간기 (기원전 1782년 ~ 기원전 1570년)
  - 이집트 제13왕조
  - 이집트 제14왕조
  - 이집트 제15왕조
  - 이집트 제16왕조
  - 이집트 제17왕조
- 신왕국 시대 (기원전 1570년 ~ 기원전 1070년)
  - 이집트 제18왕조
  - 이집트 제19왕조
  - 이집트 제20왕조
- 제3중간기(기원전 1069년 ~ 기원전 525년)
  - 이집트 제21왕조
  - 이집트 제22왕조
  - 이집트 제23왕조
  - 이집트 제24왕조
  - 이집트 제25왕조
  - 이집트 제26왕조
- 말기왕조 시대 (기원전 525년 ~ 기원전 332년)
  - 이집트 제27왕조 : 아케메네스 제국의 1차 점령기
  - 이집트 제28왕조
  - 이집트 제29왕조
  - 이집트 제30왕조
  - 이집트 제31왕조 : 아케메네스 제국의 2차 점령기
- 그리스-로마계 왕조
  - 알렉산더 대왕의 정복
  - 이집트 제32왕조(그리스계 프톨레마이오스 왕조, 기원전 305년 ~ 기원전 30년)
  - 로마 제국령 이집트

## 같이 보기
- 파라오 목록
- 이집트사 연대학